# Susañe del Sil
Susañe del Sil es una localidad del municipio de Palacios del Sil, en la comarca de El Bierzo, provincia de León, comunidad autónoma de Castilla y León (España). Está muy cerca del Asturias y de la sierra de los Ancares.

## Acceso
Se accede por la C-631, desde Villablino o Ponferrada.
Existe una línea de transporte de ALSA que cubre el trayecto Ponferrada-Villablino pero no pasa por el pueblo. También existe un transporte gratuito que te recoge en la plaza del pueblo sobre las 8:05 de la mañana para coger el ALSA en Hospital del Sil y hay un trayecto de vuelta desde Ponferrada a las 13.30 que te deja en la estación de Páramo a las 14.07 donde te recoge un taxi gratuito pagado por la empresa que te sube al pueblo.

## Evolución demográfica
| 2000 | 2001 | 2002 | 2003 | 2004 | 2005 | 2006 | 2007 | 2008 | 2009 | 2010 | 2011 | 2014 |
| 327  | 324  | 319  | 311  | 306  | 305  | 303  | 290  | 283  | 277  | 266  | 260  | 235  |

## Economía
Durante el s-XX la actividad principal fue la minería. A lo largo de todo el valle del río Sil, desde Villablino hasta Ponferrada, han existido explotaciones mineras de carbón, que han dado trabajo y sustento a toda la comarca.
A finales del s-XX la minería entró en declive. Aunque aún existen explotaciones, ya no tienen la pujanza de antaño y ofrecen menos puestos de trabajo. Este hecho ha traído consigo una emigración constante en busca de trabajo en otros lugares de España, con la consiguiente reducción de población y un acuciante envejecimiento de la misma.
En algunos casos, esta actividad ha sido sustituida por explotaciones de pizarra, material de gran calidad en la zona.
Tradicionalmente, ha sido un pueblo también dedicado a la ganadería y a la agricultura. Aunque en ninguno de los dos casos han sido actividades lucrativas, sí que han servido para asegurar la subsistencia de la población.
A partir del año 1999 ha habido una incipiente actividad económica alrededor de la castaña, producto codiciado y apreciado, con muy buenas ventas.

## Entorno
El pueblo está situado entre montañas geológicamente viejas y con una altitud media que ronda los 1.200m. Posee la una gran riqueza paisajística, a lo que contribuye decisivamente una elevada pluviosidad.
Pueden verse variedades de roble, castaño y chopo, además de árboles frutales como el manzano, la peral, el nogal o el avellano.
Sus montes están dentro del perímetro de la Fundación Oso Pardo, lo que implica que son habitados por osos pardos y están muy vigilados. Este hecho ha significado una recuperación paulatina de la fauna, esquilamada anteriormente por la caza indiscriminada.
Pueden encontrarse, además, jabalíes, corzos, ciervos y urogallos.

## Turismo
El pueblo posee muchos atractivos turísticos. Tan solo paseando por sus calles se pueden ver los antiguos corrales, hórreos o los típicos corredores al sol.
No puede dejar de visitarse la Braña de Susañe (en la carretera hasta Cerredo -Asturias- ), antiguamente usada como refugio de pastores y animales que pasaban la temporada estival en el monte.
Existen rutas de montaña señalizadas tanto con salida desde el pueblo como con salida desde la Braña. Es recomendable hacerlas en época benigna, ya que en invierno es muy probable encontrar nieve.
En las cercanías, puede el viajero visitar la comarca de Laciana, Ancares o, un poco más alejado, Ponferrada y Las Médulas.
Existe un alojamiento rural recientemente inaugurado.

## Fiestas
Se celebran dos fiestas importantes: el 5 de agosto la Virgen de la Nieves y el 9 de diciembre Santa Leocadia, patrona del pueblo.
El 5 de agosto se celebra una romería en la ermita de la Virgen de las Nieves, situada en la carretera hacia Cerredo. Acuden a la misma gentes de toda la comarca, pero fundamentalmente de Susañe, de Páramo del sil y de Anllares del Sil, los 3 pueblos que celebran la fiesta.
Aunque existe otra celebración el 6 de agosto lo que es conocido como las Nievinas que es una fiesta propia de Susañe.